# Phaeostigma (Crassoraphidia) cypricum
Phaeostigma (Crassoraphidia) cypricum is een kameelhalsvliegensoort uit de familie van de Raphidiidae. De soort komt voor in Libanon en op Cyprus.
Phaeostigma (Crassoraphidia) cypricum werd voor het eerst wetenschappelijk beschreven door Hagen in 1867.